# Vagabond (individ)

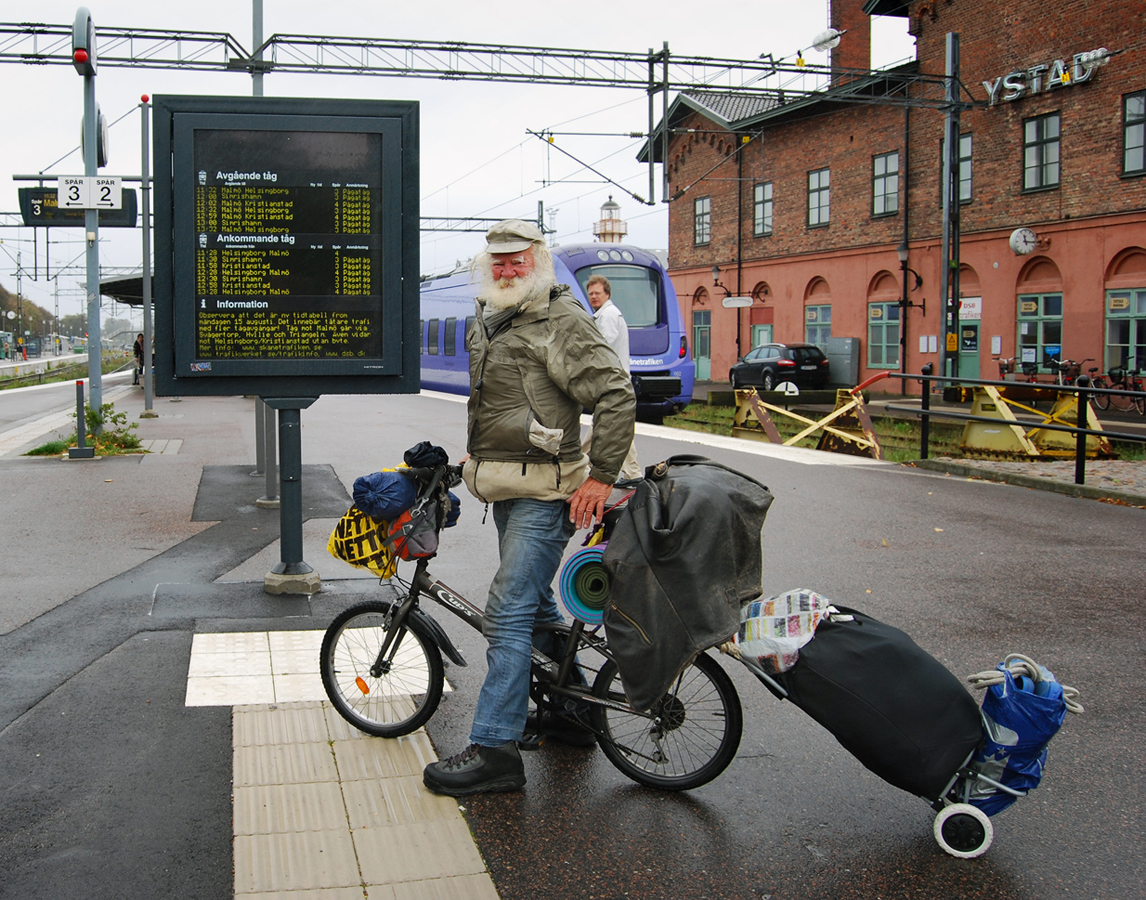
En berest vagabond som besökte Ystad i september 2011.

Vagabond är en synonym till luffare. Där orden luffare och landstrykare kan anses negativa är ordet vagabond mer positivt, en individ som på en högre social nivå lever ett fritt liv utan ansvarstagande och ofta på resande fot. Ordet kommer från det latinska adjektivet vagabundus, "kringströvande".